# Саед Алаол
Саед (Шойед) Алаол (бенг. সৈয়দ আলাওল; 1607, Джалалпур (ныне Мадарипур, Бангладеш) — 1673) — бенгальский поэт XVII века. Писал на бенгальском языке. Прославился также переводами с хинди, персидского и других языков. Считается одним из самых плодовитых средневековых бенгальских поэтов.

## Биография
Родился в семье министра при дворе Меджлиса Кутба, правителя Фатехабада. Выучил бенгальский, арабский, персидский и санскрит. Во время путешествия на лодке со своим отцом, Алаол был похищен португальскими пиратами и впоследствии доставлен в Аракан.
Какое-то время работал ашваром (телохранителем), но позже стал преподавателем музыки и драматургии, но постепенно его репутация поэта широко распространилась по стране. Премьер-министр Маган Тхакур обеспечил ему место при дворе Аракана. Алаолу также покровительствовал ряд других важных придворных, таких как Саед Муса (королевский министр), Солайман (главный министр), Мохаммад Хан (министр армии) и Маджлис Набарадж (министр по налогам).
В 1660 году после убийства шаха Шуджи, Алаол из-за его близости ко двору шаха был изгнан. Согласно автобиографических отрывков из его «Шикандарнамы», первоначально он был заключён в тюрьму на 50 дней. Лишился королевской благосклонности и в течение нескольких лет страдал от тяжёлых финансовых трудностей. В этот момент министр или Кази араканского царя Сайед Масуд Шах, предоставил ему убежище.
Увлекался суфизмом.

## Творчество
Поэт придворно-аристократического направления в бенгальской литературе. Талантливый переводчик.
Саед Алаол выполнил высокохудожественный перевод героической поэмы средневекового индийского поэта-мистика, представителя суфийской поэзии, писавшего на языке авадхи, диалекте восточного хинди Малика Мухаммада Джаяси прославляющей подвиг легендарной индийской царицы Рани Падмини.
Автор поэмы «Падмават» (около 1646, переложение с авадхи поэмы Джаяси), «Семь красавиц», «Искандер-наме» (переложение поэм Низами Гянджеви) и др.
Стихи Алаола отмечены чувственностью, отражающей придворную культуру. Поскольку в большинстве его стихов эмоции сочетаются с интеллектом, Алаола называют Пандитом поэтов средневековой бенгальской литературы.
Важная литературная премия Бангладеш «Алаол Сахитья Пурошкар» названа в его честь. Кроме того, одно из общежитий Университета Читтагонга в Читтагонге (Бангладеш) носит его имя Алаол Холл.

## Избранные произведения
- Падмават (1648)
- Сатимайна Лорчандрани (завершение работы Доулота Кази) (1659)
- Саптапайкар (1665)
- Сайфульмулюк Бадиуззамал (1669)
- Сикандарнама (1671—1672)
- Тохфа (1660)
- Рагтальнама